# William Keighley
William Keighley, född 4 augusti 1889 i Philadelphia, Pennsylvania, död 24 juni 1984 i New York, var en amerikansk filmregissör, skådespelare och radiopratare.
Keighley började sin bana som skådespelare på Broadway 1915, och kom senare att regissera några uppsättningar där. Han regisserade senare ett flertal framgångsrika filmer för Warner Bros. under 1930-talet och 1940-talet. Han gjorde såväl komedifilm som gangsterfilmer och dramafilm, och i flera av hans filmer gjorde James Cagney huvudrollen. Mellan 1932 och 1953 regisserade han över 35 filmer.
Från 1938 var han gift med skådespelaren Genevieve Tobin.

## Filmografi i urval

### Regi
- 1933 – Kvinnor utan män
- 1934 – Kärlek måste man ha!
- 1935 – Den stora razzian
- 1936 – Samhällets rovriddare
- 1937 – Prinsen och tiggaren
- 1938 – Robin Hoods äventyr (delad regi)
- 1938 – Jättarnas dal
- 1939 – Blodigt upplopp
- 1940 – Regnbågsdivisionen
- 1940 – Min man har en väninna
- 1941 – Bruden kom pr. efterkrav
- 1942 – Han som kom till middag
- 1948 – Gatan utan namn